# Lihons
Lihons là một xã ở tỉnh Somme, vùng Hauts-de-France, Pháp.
Thị trấn này tọa lạc 20 dặm Anh về phía đông của Amiens, trên đường D337.

## Dân số
| 1962                                                         | 1968 | 1975 | 1982 | 1990 | 1999 |
| ------------------------------------------------------------ | ---- | ---- | ---- | ---- | ---- |
| 333                                                          | 384  | 366  | 321  | 366  | 377  |
| Số liệu điều tra dân số từ năm 1962, dân số không tính trùng |      |      |      |      |      |